# شهرستان نیوکراس (آرکانزاس)
شهرستان نیوکراس، آرکانزاس (به انگلیسی: Cross County, Arkansas) شهرستانی در ایالات متحده آمریکا است که در آرکانزاس واقع شده‌است.

## خصوصیات
شهرستان نیوکراس ۱٬۶۱۰٫۹۸ کیلومترمربع مساحت دارد.